# Upstreet
Upstreet est une localité du comté du Kent, en Angleterre.
Upstreet est étendu en ruban le long de la route A28. La majorité des maisons datent des années 1950. Cependant, il y a un certain nombre de maisons plus anciennes, comme le bâtiment classé Grove Court ou la ferme Upstreet Farmhouse, construite au XVIe siècle. 